# Dunatetétlen
Dunatetétlen là một thị trấn thuộc hạt Bács-Kiskun, Hungary. Thị trấn này có diện tích 43,19 km², dân số năm 2010 là 554 người, mật độ 13 người/km².